# 비행기공포증
혐기증(嫌氣症, 영어: fear of flying) 또는 비행 공포증(飛行恐怖症, 영어: aerophobia, aviatophobia, aviophobia)은 비행기를 타는 것을 무서워하는 증상이다. 원인은 과거에 사망자가 나온 항공 사고와 사건의 보도에 의한 영향과, 과거에 자신이나 지인이 탄 항공편이 어떤 문제 · 사고에 휘말린 경험을 체험 및 듣거나 금속의 거대한 물체가 공중에 떠오르는 것을 이해할 수 없다는 점 등을 들 수 있다.

## 같이 보기
- 공포증
- 항공병
- 항공의학(en:Aviation medicine, 항공우주의학/aerospace medicine)
- 항공우주의학협회(영어판)
- 1% 룰
- 우주의학
- 바라니 의자(영어판)
- 멀미